# Saint-Laurent-de-Cognac
 Saint-Laurent-de-Cognac  là một xã ở tỉnh Charente phía tây nước Pháp. Xã này có diện tích 10,87 km², dân số năm 1999 là 923 người. Khu vực này có độ cao trung bình 71 mét trên mực nước biển.